# Svilengrad
Svilengrad là một thị trấn thuộc tỉnh Haskovo, Bungaria. Dân số thời điểm năm 2011 là 18065 người.

## Dân số
Dân số trong giai đoạn 2004-2011 được ghi nhận như sau:
| Năm | 2004  | 2005  | 2006  | 2007  | 2008  | 2009  | 2010  | 2011  |
| --- | ----- | ----- | ----- | ----- | ----- | ----- | ----- | ----- |
| Dân số | 18818 | 18700 | 18612 | 18445 | 18307 | 18132 | 18005 | 18065 |
| From the year 1962 on: No double counting—residents of multiple communes (e.g. students and military personnel) are counted only once. |       |       |       |       |       |       |       |       |